# عز الدين القسام (مسلسل سوري)
عز الدين القسام مسلسل تاريخى سوري، تأليف أحمد دحبور، وإخراج هيثم حقي.

## قصة المسلسل
يحكي المسلسل قصة ثورة الشيخ السوري المجاهد الشهيد ابن مدينة جبلة السورية عز الدين القسام في فلسطين المحتلة ضد الاحتلال البريطاني الصهيوني. صُوِّر في عام 1981. وهو من إنتاج تلفزيون قطر ودائرة الإعلام في منظمة التحرير الفلسطينية.
حيث كان الأخير يتحضر لاستلام زمام أمور فلسطين بعد انسحاب جيش الإمبراطورية البريطانية. خلال هذه الآونة التاريخية قدم الشيخ القسام من سوريا مدينة جبلة الساحلية إلى فلسطين، هارباً من وجه الفرنسيين الذين أصدروا بحقه حكماً بالإعدام. راح الشيخ القسام يستنهض الناس في فلسطين ويكشف لهم خيوط المؤامرة ضد بلاد العرب والمسلمين عموماً وفلسطين خصوصاً. وفي العام 1921 تمكن الشيخ من تأسيس خلايا مقاومة ضد الاحتلال البريطاني خاضت العديد من المعارك والمواجهات في سبيل تحرير الأرض. كشف أمره لاحقاً وكانت مواجهة عنيفة داخل أحراج بلدة يعبد قضى خلالها الشيخ القسام مع معظم أعضاء خليته شهداء.

## الممثلون
البطولة
- أسعد فضة في دور القسام.
- منى واصف في دور جولييت.
- أديب قدورة في دور حسن الباير.
- هاني الروماني في دور الحاخام.
- مها الصالح في دور سارة.
- رضوان عقيلي في دور أحمد بك.
- يوسف حنا في دور الكولونيل.
- نائلة الأطرش في دور دنيا.

بقية الممثلين
- مها المصري في دور عائشة.
- أميمة الطاهر في دور أم رشيد.
- يعقوب أبو غزالة في دور حنفي.
- محمود جركس في دور القصاب.
- عبد الرحمن أبو القاسم في دور أبو إبراهيم.
- فؤاد الراشد في دور أبو زير.
- عبدالهادي صباغ في دور مصطفى.
- حسين أبو حمد في دور رشيد.
- جهاد سعد في دور حنا.
- عبد الرحمن حمود في دور بو رافع.
- زيناتي قدسية في دور حليم بسطه.
- صبحي سليمان في دور أبو خالد.
- حسن عويتي في دور صموئيل.
- بسام كوسا في دور موشيه.
- قمر مرتضى في دور أم محمد.
- وداد الكواري في دور خديجه.
- أحمد أيوب
- تيسير إدريس
- محمد جبولي
- طالب الضاني
- زهير حسن
- خالد الطريفي
- مفيد أبو حمدة
- ياسين أرناؤوط
- هشام مخللاتي
- شامل أميرالاي
- عبد الله الجندي
- محمد الطرابيشي
- محمود زكي
- غريب فكري.

## الأغاني
يحتوي على العديد من الأغاني الوطنية الجميلة (أبو إبراهيم ودع عز الدين - يا ويل ويلكم من الشعب - هدى البلبل عالرمانة - هذا هو قدر الإنسان - يا حلالي يا مالي...) وتؤديها فرقة العاشقين الفلسطينية.